# Svatý Alréd
Svatý Aelred z Rievaulx byl cisterciácký opat, katolickou církví je uctíván jako světec.

## Život
Narodil se v Hexhamu v Anglii v rodině kněze (tehdy ještě nebyl celibát povinný) a výchovy se mu dostalo v benediktinském klášteře v Durhamu. Později byl vychováván na skotském královském dvoře. Žil tehdy zřejmě velmi nevázaným stylem života. Ve svých 24 letech však změnil svůj život, a vstoupil do cisterciáckého řádu.
V klášteře fungoval jako ekonom, vedle toho se ale věnoval též manuální práci (včetně např. práce s hnojem), a to i přes své nepevné zdraví. Později byl novicmistrem v klášteře Revesby, kde se také stal opatem. V roce 1147 se vrátil jakožto opat do Rievaulx. Zde prožil zbytek svého života.

## Dílo
Je autorem mnoha spisů, například:
- Speculum Caritatis
- De anima
- De institutione inclusarum
- De spiritali amicitia
- Oratio pastoralis